# کازینو (کوکتل)
کوکتل کازینو یک کوکتل رسمی آی‌بی‌ای است که با جین ، لیکور ماراسکینو ، بیتر پرتغال (طعم دهنده با محتویات پرتقال سویا، هل، دانه زیره سیاه، گشنیز، بادیان و شکر سوخته در پایه الکلی) و آب لیموی تازه تهیه می شود. 
این نسخه از کوکتل کازینو برای اولین بار در سال ۱۹۰۹، کتاب در یادآوری (ویرایش سوم) توسط جیکوب ای. دیدیه ساخته شد. 